# Gore-Tex
Gore-Tex® er et varemærke for et vandtæt og åndbart materiale, som især bruges til regntøj og vandtæt fodbeklædning. Bruges også til implantater i kirurgisk sammenhæng og inden for rumfart.
Materialet blev opfundet og udviklet af Wilbert L. Gore og Robert Gore (fader og søn), som tog patent på produktet i 1976.
Gore-Tex er en membran produceret af polytetrafluoroethylen (PTFE), et polymert stof, som også anvendes til fremstilling af Teflon. Membranen er meget elastisk og modstandsdygtig over for en række kemikalier. PTFE er dog samtidig et stof, som er sundhedsskadeligt og farligt for miljøet.